# Domitius luquei
Espèce
Synonymes
- Nesticus luquei Ribera & Guerao, 1995

Domitius luquei est une espèce d'araignées aranéomorphes de la famille des Nesticidae.

## Distribution
Cette espèce est endémique d'Espagne. Elle se rencontre dans des grottes en Cantabrie et en Asturies.

## Description
Le mâle décrit par  en mesure 3,9 mm et la femelle 3,5 mm.

## Publication originale
- Ribera & Guerao, 1995 : Nesticus luquei n. sp. (Arachnida, Araneae) une nouvelle espèce cavernicole du nord de l'Espagne. Mémoires de Biospéologie, vol. 22, p. 121-124.